# Lingadhahalli, Hosadurga
Lingadhahalli là một làng thuộc tehsil Hosadurga, huyện Chitradurga, bang Karnataka, Ấn Độ.